# افرم امبوم
افرم امبوم (انگلیسی: Ephrem M'Bom; ۱۸ ژوئیهٔ ۱۹۵۴ – ۲۰ سپتامبر ۲۰۲۰) بازیکن فوتبال اهل کامرون بود.
وی همچنین در تیم ملی فوتبال کامرون بازی کرده‌است.